# 岐阜県道73号高山清見線

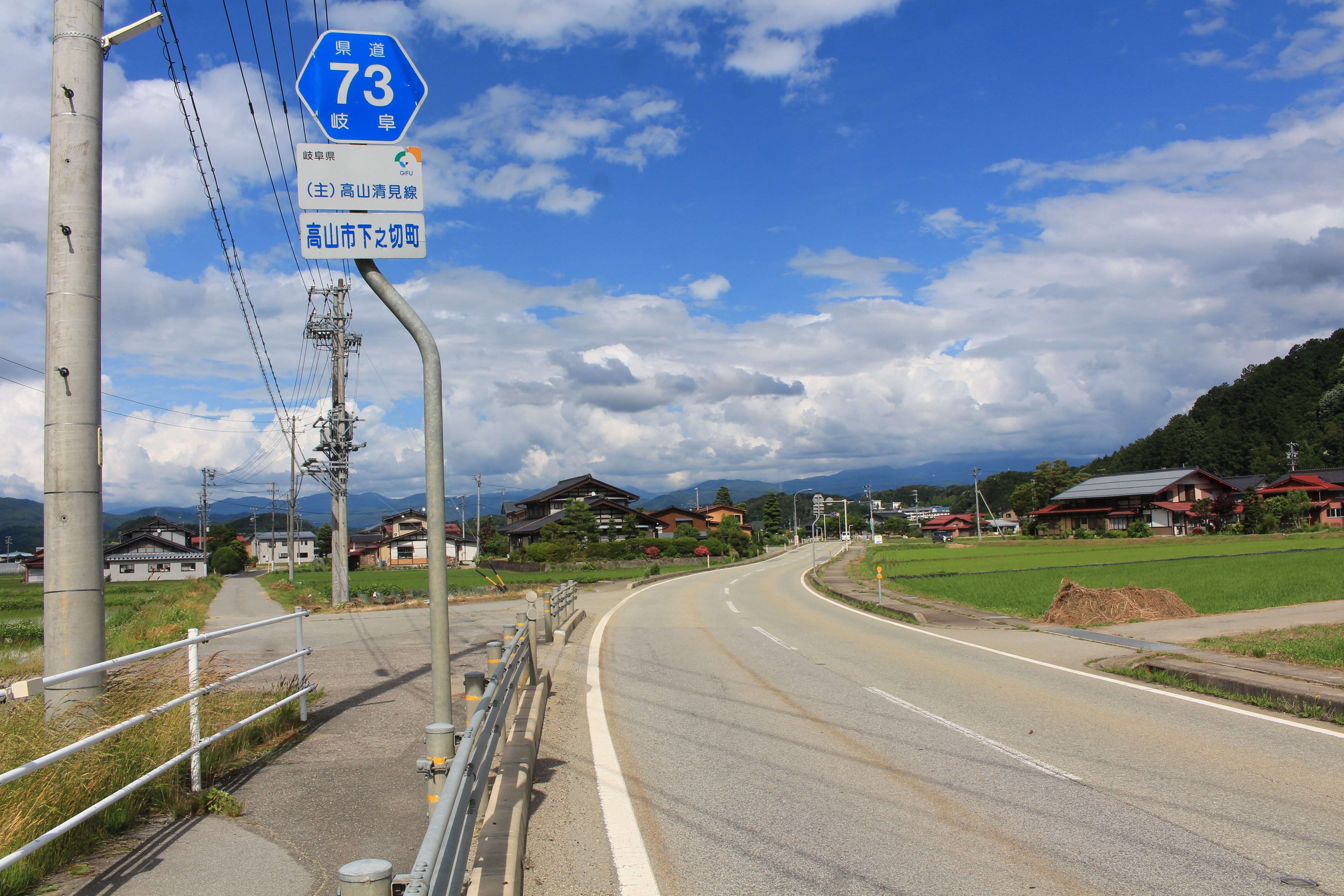
岐阜県道73号高山清見線、高山市下之切町にて

岐阜県道73号高山清見線 （ぎふけんどう73ごう たかやまきよみせん）は、岐阜県高山市上切町から同市清見町大原に至る県道（主要地方道）である。

## 概要
飛騨北部方面と郡上市方面を結ぶ幹線道路。別名「飛騨せせらぎ街道」。東海北陸道、中部縦貫道開通前は岐阜市・高山市間の最短ルートであった。
高山市上切町の上切町交差点（国道41号高山国府バイパス高架下）が起点。川上川沿いに南西に向かう。新宮町交差点で国道158号と接続し、重複区間となり南西に向かう。清見町の三日町交差点で国道158号と分かれ、川上川に沿って南西に進む。西ウレ峠を越えて、馬瀬川に沿って進み、高山市清見町大原の国道257号との交点が終点。

### 路線データ
- 起点：岐阜県高山市上切町[2]（上切町交差点=国道41号（国道472号重複）交点）
- 終点：岐阜県高山市清見町大原（国道257号（国道472号重複）交点）
- 総延長：約30 km
- 実延長：28.939 km[1]

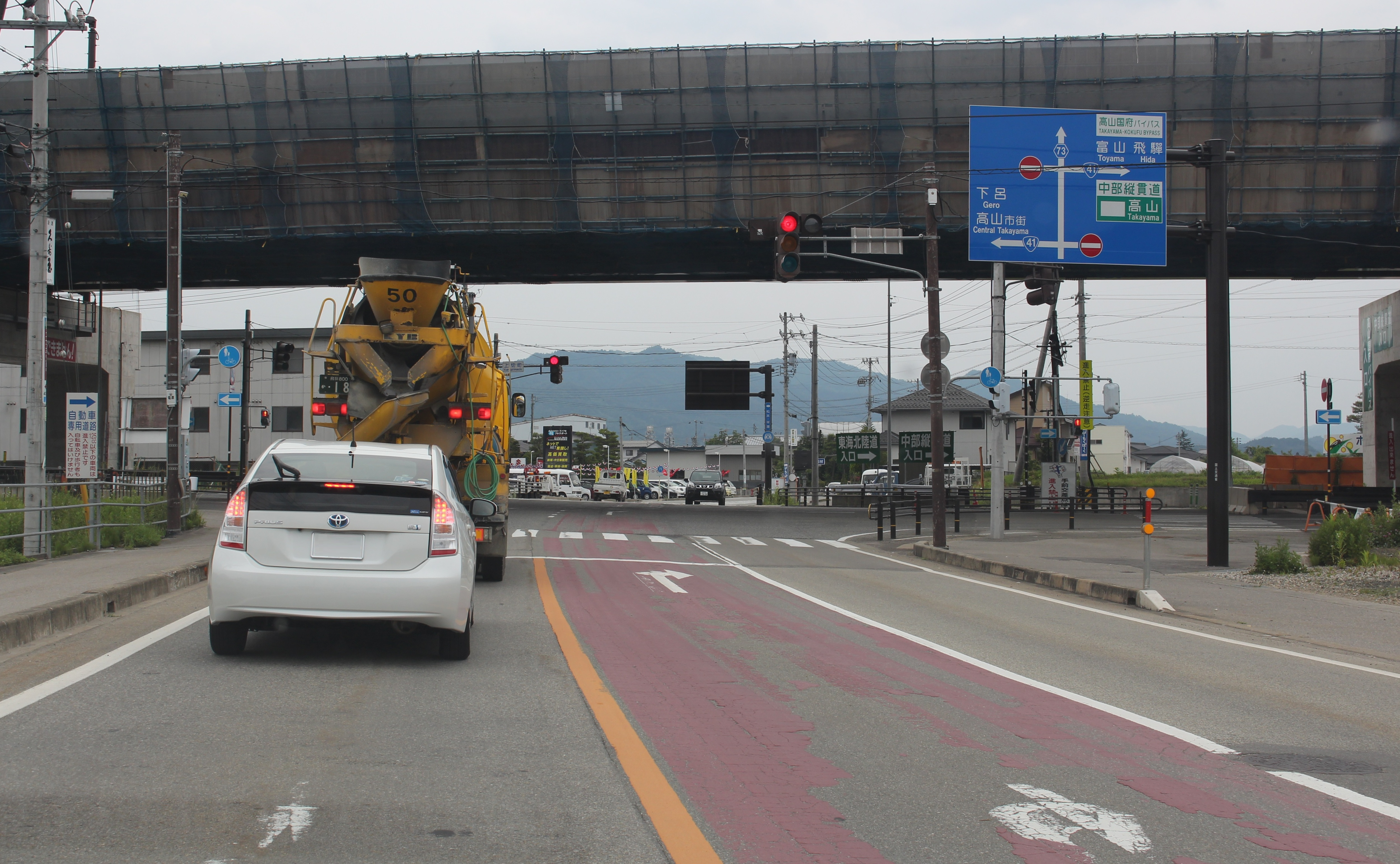
起点：高山市上切町（高山国府バイパス高架下、国道41号との上切町交差点）
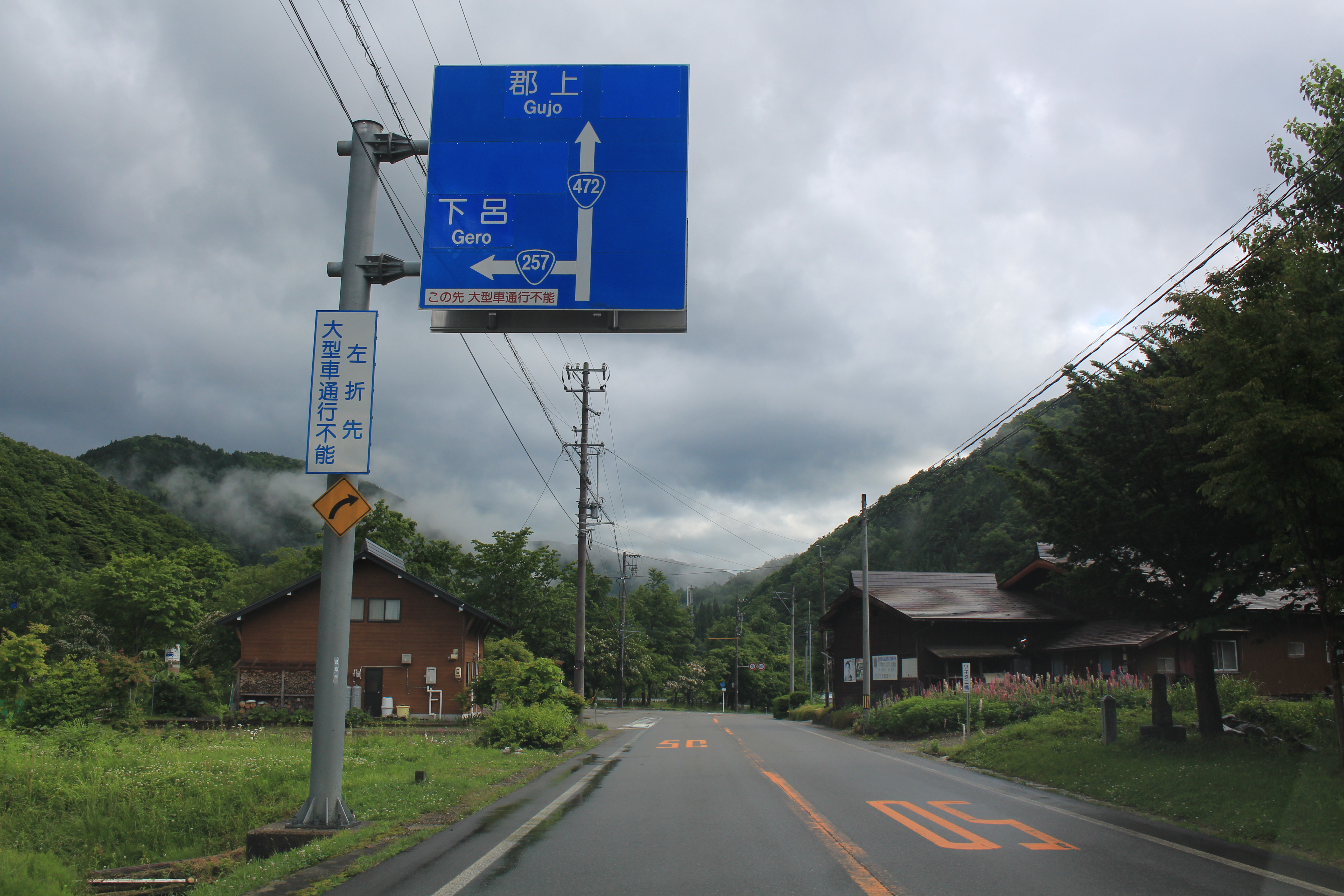
終点：高山市清見町大原（国道257号（国道472号重複）交点）

## 歴史
- 1993年（平成5年）5月11日 - 建設省（現・国土交通省）から、一般県道谷高山線の一部、一般県道名張新宮線の一部および主要県道高山八幡線の一部が高山清見線として主要地方道に指定される[3]。
- 1994年（平成6年）4月1日 - 岐阜県が路線認定。県道番号は高山八幡線の「73」を踏襲。
- 2016年（平成28年）3月31日 - 区域および起点の変更。起点が高山市冬頭町（冬頭町交差点）から短縮され、同市上切町（上切町交差点）に変更される[2]。

## 路線状況

### 別名
- 郡上街道（高山市）
- 飛騨せせらぎ街道（高山市）
- 飛騨街道（高山市）

### 重複区間

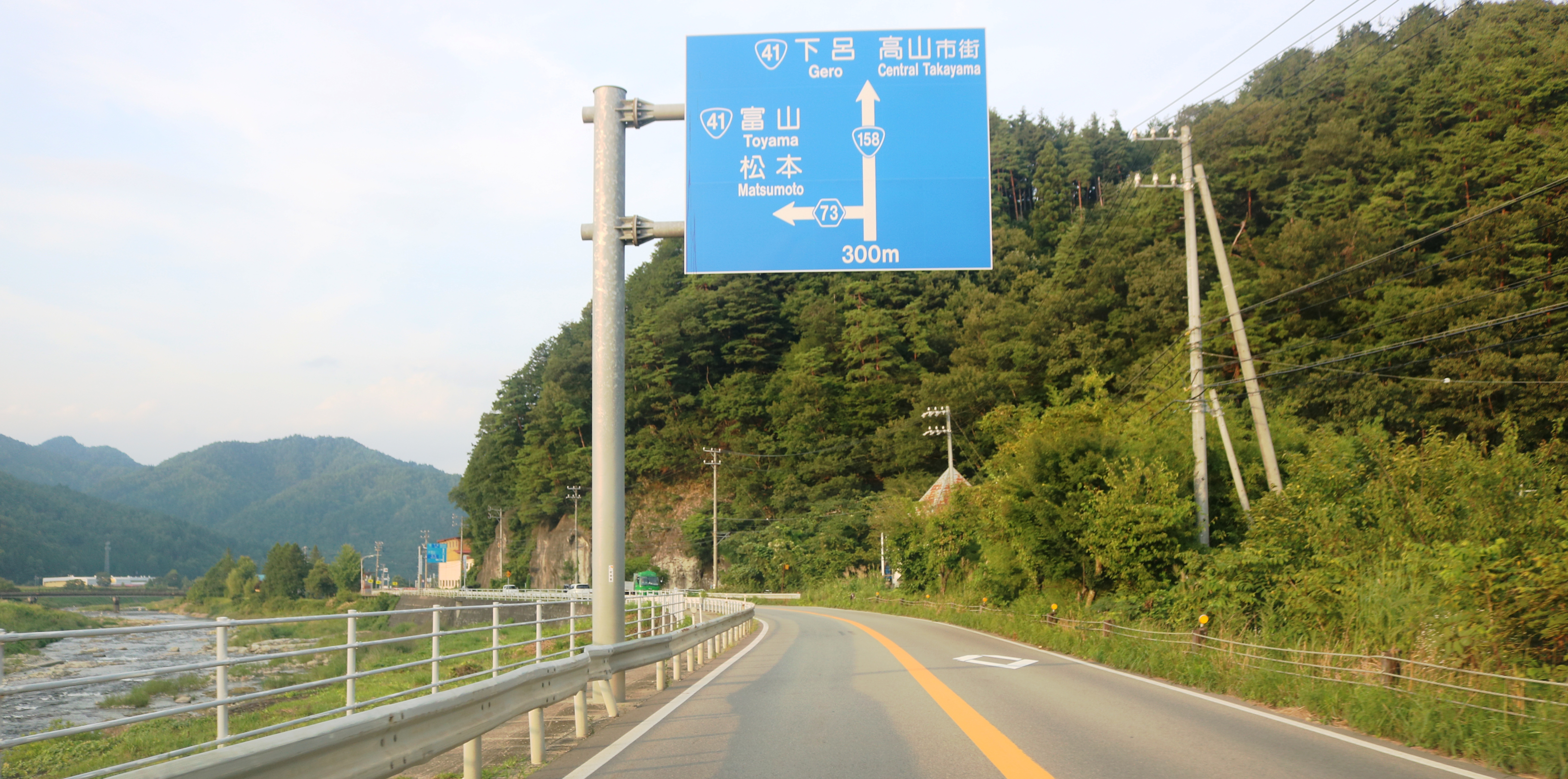
国道158号との重複区間、高山市新宮町にて

- 国道158号（国道472号重複：高山市 新宮町交差点・高山市清見町 三日町交差点間）
- 国道257号（国道472号重複：高山市清見町楢谷・高山市清見町大原間）

## 地理

### 通過する自治体
- 岐阜県
  - 高山市

### 交差する道路
- 国道41号〔国道472号重複〕高山国府バイパス（高山市 上切町交差点）
- 岐阜県道471号谷高山線（高山市 上切町交差点）
- ふるさと林道今谷越後線 （高山市清見町　藤瀬神社付近）
- 国道158号〔国道472号重複〕（高山市 新宮町交差点、高山市清見町 三日町交差点）
- 国道257号〔国道472号重複〕（高山市清見町楢谷・高山市清見町大原）

### 主な峠
- 西ウレ峠（高山市）：日本海側と太平洋側の分水嶺

### 周辺
- 中部縦貫自動車道高山IC：起点の高山市上切町交差点から国道41号高山国府バイパスを経由して接続する。
- 高山西高等学校
- 高山市立新宮小学校
- 高山市役所清見支所
- 清見B&G海洋センター
- 清見運動公園
- ウッドフォーラム
- 飛騨清見ドーム
- 高山市立清見小学校